# Glińsko (przystanek kolejowy)
Glińsko (ukr. Глинсько, ros. Глинско) – przystanek kolejowy w miejscowości Glińsko, w rejonie lwowskim, w obwodzie lwowskim, na Ukrainie. Leży na linii Lwów – Rawa Ruska – Hrebenne.
Dawniej stacja kolejowa. Istniała przed II wojną światową. W późniejszym okresie zdezagregowana do roli przystanku kolejowego.